# 香月隆
香月 隆（かつき たかし、1934年8月24日 - ）は、日本の脚本家。日本脚本家連盟員。

## 経歴
- 1934年（昭和9年）、ソウル市中区忠武路（旧称、京城府本町）に生まれ、その地で育った。
- 1945年（昭和20年）、11歳のとき九州・佐賀市へ引き揚げ、のちに福岡市に住む。一時、東京に住むが、郷土福岡市へUターン。以後、故郷の福岡市で60年の間、放送作家業を続けている[4][4]。
- 佐賀県立佐賀西高校から福岡県立修猷館高校へ転校し、卒業後に学習院大学へ進学。

## 主な脚本担当

### ラジオ

#### ラジオドラマ
- エントロピー（RKBラジオ）
- 空には楽しみが（RKBラジオ）

#### ドキュメンタリー
- からたちの花〜私の愛する荻野綾子へ[5]（KBCラジオ） - 文化庁芸術祭大賞受賞
- 胡美芳・私の昭和史（KBCラジオ） - 文化庁芸術祭大賞受賞

### テレビ

#### ドキュメンタリー
- 証言・太平洋戦争から50年〜戦場の父からの手紙（九州朝日放送） - マグノリア賞受賞。
- 南洋ざくらは知っている〜サイパンの戦争と平和（テレビ朝日） - 脚本・演出
- 今、女たちが語りつぐ戦艦大和（テレビ西日本） - 文化庁芸術祭大賞受賞
- 半月の夢〜筑前琵琶に生きる（福岡放送） - 文化庁芸術祭参加作品
- 三国志ロマン〜諸葛孔明の村を追って（TVQ九州放送）
- 奪われた海〜水俣公害の歴史（テレビ熊本）
- 検証 川辺川ダム計画〜子守唄の里・五木村からの報告〜（テレビ熊本）
- 断罪の核心〜水俣裁判元熊本地裁裁判長が語る司法の心（テレビ熊本） - ギャラクシー賞、FNSドキュメンタリー大賞優秀賞受賞
- 鉛の霧（RKB毎日放送） - 放送文化基金賞、日本民間放送連盟賞最優秀賞
- 節劇人生きょうも行く（九州朝日放送） - 文化庁芸術祭優秀賞
- 風の青春譜-93人の乙女たち（九州朝日放送） - 日本民間放送連盟賞優秀賞
- 海を渡った柿右衛門（BSフジ）

#### 教養・娯楽
- わが町バンザイ（テレビ長崎）
- 長崎見聞記（テレビ長崎）
- るり色の砂時計（九州朝日放送）
- なぜなぜ九州（福岡放送）
- おっきーのラジドラ学園（KBCラジオ）

### その他

#### 舞台
- 「罪を堕ろすために」3幕4場（電気ホール）作
- 舞踊劇「肥前の西施～松浦佐用姫」(博多座）作・演出[3]
- 森麻季ドラマチック・コンサート「白銀のソプラノ 荻野綾子の追憶に」（福岡シンフォニーホール) 企画・制作・構成・演出

#### 著書
- 【評伝】まぼろしの歌姫 荻野綾子
- 【小説】与謝野晶子と三人の弟子たち
- 【戯曲】近未来SF・街の宇宙開発事業団
- 【評伝】向田邦子がわかる本